# Chamaecrista bucherae
Espèce
Synonymes
- Cassia bucherae (Moldenke) Leon[1]
- Peiranisia bucherae Moldenke[1]

Statut de conservation UICN

 VU D2 : Vulnérable
Chamaecrista bucherae est une espèce de plantes à fleurs de la famille des Fabaceae.

## Publication originale
- Memoirs of The New York Botanical Garden 35: 647. 1982.